# 帚木蓬生
帚木 蓬生（ははきぎ ほうせい、1947年 -）は、日本の小説家、精神科医。本名は森山 成彬（もりやま なりあきら）。
ペンネームの帚木蓬生は『源氏物語』の第2帖「帚木（ははきぎ）」と第15帖「蓬生（よもぎう）」から取ったものである。

## 経歴
福岡県小郡市生まれ。福岡県立明善高等学校卒、東京大学文学部仏文科卒、九州大学医学部卒。
東京大学仏文科卒業後TBSに勤務。2年後に退職し、九州大学医学部を経て精神科医に転身する。その傍らで執筆活動に励む。
1979年、『白い夏の墓標』で注目を集める。1992年、『三たびの海峡』で第14回吉川英治文学新人賞受賞。八幡厚生病院診療部長を務める。2005年、福岡県中間市にて精神科・心療内科を開業。開業医として活動しながら、執筆活動を続けている。
医学に関わる作品が多く、また自身（精神科医）の立場から『ギャンブル依存とたたかう』を上梓している。
2008年、短編「終診」（『風花病棟』に収録）を執筆後にたまたま受けた定期検査で急性骨髄性白血病に罹っていることが判明。半年間の入院生活の後、復帰した。
2019年、小郡市ふるさと文化大使に任命される。
2023年、開業医を引退。作家に専念することとなった。

## 受賞歴
- 1976年 - 『頭蓋に立つ旗』で第6回九州沖縄芸術祭文学賞
- 1990年 - 『賞の柩』で第3回日本推理サスペンス大賞（佳作）
- 1993年 - 『三たびの海峡』で第14回吉川英治文学新人賞
- 1995年 - 『閉鎖病棟』で第8回山本周五郎賞
- 1995年 - 福岡県文化賞[3]
- 1997年 - 『逃亡』で第10回柴田錬三郎賞
- 2010年 - 『水神』で第29回新田次郎文学賞
- 2011年 - 『ソルハ』で第60回小学館児童出版文化賞
- 2012年 - 『蠅の帝国』『蛍の航跡』で第1回日本医療小説大賞[8]
- 2013年 - 『日御子』で第2回歴史時代作家クラブ賞（作品賞）[9]
- 2018年 - 『守教』で第52回吉川英治文学賞[10]、第24回中山義秀文学賞[11]

## 著書

### 小説
- 白い夏の墓標（1979年4月 新潮社 / 1983年1月 新潮文庫 / 2010年10月 新潮文庫【改版】）
- 十二年目の映像（1981年6月 新潮社 / 1986年1月 新潮文庫）
- カシスの舞い（1983年10月 新潮社 / 1986年11月 新潮文庫）
- 空（クウ）の色紙（1985年2月 新潮社 / 1997年12月 新潮文庫）
  - 収録作品：空の色紙 / 墟の連続切片 / 頭蓋に立つ旗
- 賞の柩（1990年12月 新潮社 / 1996年2月 新潮文庫）
- アフリカの蹄（1992年3月 講談社 / 1997年7月 講談社文庫）
- 三たびの海峡（1992年4月 新潮社 / 1995年8月 新潮文庫）
- 臓器農場（1993年5月 新潮社 / 1996年8月 新潮文庫）
- 閉鎖病棟（1994年4月 新潮社 / 1997年5月 新潮文庫）
- 空夜（1995年4月 講談社 / 1998年4月 講談社文庫）
- 総統（ヒトラー）の防具（1996年4月 日本経済新聞出版社）
  - 【改題】ヒトラーの防具（1999年5月 新潮文庫【上・下】）
- 逃亡（1997年5月 新潮社 / 2000年8月 新潮文庫【上・下】）
- 受精（1998年6月 角川書店 / 2001年9月 角川文庫）
- 安楽病棟（1999年4月 新潮社 / 2001年10月 新潮文庫 / 2017年8月 集英社文庫）
- 空山（2000年6月 講談社 / 2003年6月 講談社文庫）- 「空夜」続編
- 薔薇窓（2001年6月 新潮社 / 2004年1月 新潮文庫【上・下】）
- エンブリオ（2002年7月 集英社 / 2005年10月 集英社文庫【上・下】）
- 国銅（2003年6月 新潮社【上・下】 / 2006年3月 新潮文庫【上・下】）
- アフリカの瞳（2004年7月 講談社 / 2007年7月 講談社文庫）
- 千日紅の恋人（2005年8月 新潮社 / 2008年4月 新潮文庫）
- 受命（2006年6月 角川書店 / 2009年9月 角川文庫） - 「受精」続編
- 聖灰の暗号（2007年7月 新潮社【上・下】 / 2010年1月 新潮文庫【上・下】）
- インターセックス（2008年8月 集英社 / 2011年8月 集英社文庫）- 「エンブリオ」続編
- 風花病棟（2009年1月 新潮社 / 2011年11月 新潮文庫）
  - 収録作品：メディシン・マン / 藤篭 / 雨に濡れて / 百日紅 / チチジマ / 顔 / かがやく / アヒルおばさん / 震える月 / 終診
- 水神（2009年8月 新潮社【上・下】 / 2012年6月 新潮文庫【上・下】）
- ソルハ（2010年4月 あかね書房 / 2020年7月 集英社文庫）
- 蠅の帝国―軍医たちの黙示録（2011年7月 新潮社 /  2014年11月 新潮文庫）
- 蛍の航跡―軍医たちの黙示録（2011年11月 新潮社 / 2015年1月 新潮文庫）
- 日御子（2012年6月 講談社 / 2014年11月 新潮文庫【上・下】）
- 天に星 地に花（2014年10月 集英社 / 2017年5月 集英社文庫【上・下】）
- 悲素（2015年7月 新潮社 / 2018年2月 新潮文庫【上・下】）
- 受難（2016年6月 角川書店 / 2019年3月 角川文庫）
- 守教（2017年10月 新潮社【上・下】 / 2020年4月 新潮文庫【上・下】）
- 襲来（2018年7月 講談社【上・下】 / 2020年7月 講談社文庫【上・下】）
- 沙林 偽りの王国（2021年3月 新潮社 / 2023年8月 新潮文庫【上・下】）
- 花散る里の病棟（2022年4月 新潮社 / 2024年11月 新潮文庫）
- 香子 紫式部物語（2023-24年 PHP研究所）

### 小説以外
- ギャンブル依存とたたかう（2004年11月 新潮選書）
- やめられない―ギャンブル地獄からの生還（2010年9月 集英社 / 2019年8月 集英社文庫）
- 依存学ことはじめ―はまる人生、はまりすぎない人生、人生の楽しみ方（2011年3月 晃洋書房）- 船橋新太郎、谷岡一郎らとの共著
- 生きる力 森田正馬の15の提言（2013年6月 朝日選書）
- ギャンブル依存国家・日本〜パチンコからはじまる精神疾患（2014年12月 光文社新書）
- ネガティブ・ケイパビリティ 答えの出ない事態に耐える力 （2017年4月 朝日選書）
- 信仰と医学　聖地ルルドをめぐる省察（2018年11月 角川選書）
- 老活の愉しみ 心と身体を100歳まで活躍させる（2020年4月 朝日新書）
- 源氏物語のこころ（2024年 朝日選書）

### 絵本原作
- ひかるさくら（2012年3月 岩崎書店）- 絵・小泉るみ子
- わらいじぞう（2018年5月 女子パウロ会） - 絵・小泉るみ子

### 翻訳
- 精神医学の二十世紀（1999年10月 新潮選書） - ピエール・ピショー著、大西守共訳

### 戯曲
- 移された顔（2013年8月 新潮社）-「顔移植」をテーマにした短編、戯曲、エッセイを収めた作品集

## 映像化作品

### テレビドラマ
- 空の色紙（1986年5月22日、読売テレビ「木曜ゴールデンドラマ」枠で放送、主演：久我美子）
- アフリカの蹄（2002年12月22日、前後編、NHKデジタル衛星ハイビジョン、主演：大沢たかお）

### 映画
- 三たびの海峡（1995年11月11日公開、監督：神山征二郎、主演：三國連太郎）
- いのちの海 Closed Ward（2001年4月7日公開、監督：福原進、主演：上良早紀、原作：閉鎖病棟）
- 閉鎖病棟 -それぞれの朝-（2019年11月公開、監督：平山秀幸、主演：笑福亭鶴瓶）[12]